# Gallegos (Segovia)
Gallegos es un municipio y localidad española de la provincia de Segovia, en la comunidad autónoma de Castilla y León. Forma parte de la antigua Comunidad de Villa y Tierra de Pedraza, y cuenta con una población de 93 habitantes (INE 2024).
En su término municipal, situado en la carretera N-110, se encuentran los despoblados de Galleguillos, Rehoyo (o Reollo), Sancho Iñigo y San Juan del Otero.

## Geografía
Integrado en la Comunidad de Villa y Tierra de Pedraza, se sitúa a 35 kilómetros de la capital provincial. El término municipal está atravesado por la carretera N-110 entre los pK 156 y 158. 

El relieve del municipio está caracterizado por la ladera occidental de los Montes Carpetanos, pertenecientes a la sierra de Guadarrama, contando por ello con varios arroyos entre los que destaca el Arroyo de Peña Negra. Uno de los picos más importantes del municipio es La Peñota, en el límite con la provincia de Madrid, que alcanza los 1917 metros además del Puerto Linera que lo comunica con el Valle del Lozoya. La altitud oscila entre los 2089 metros y los 1160 metros sobre el nivel del mar. El pueblo se alza a 1241 metros sobre el nivel del mar siendo la tercera capital municipal más alta de la provincia. 

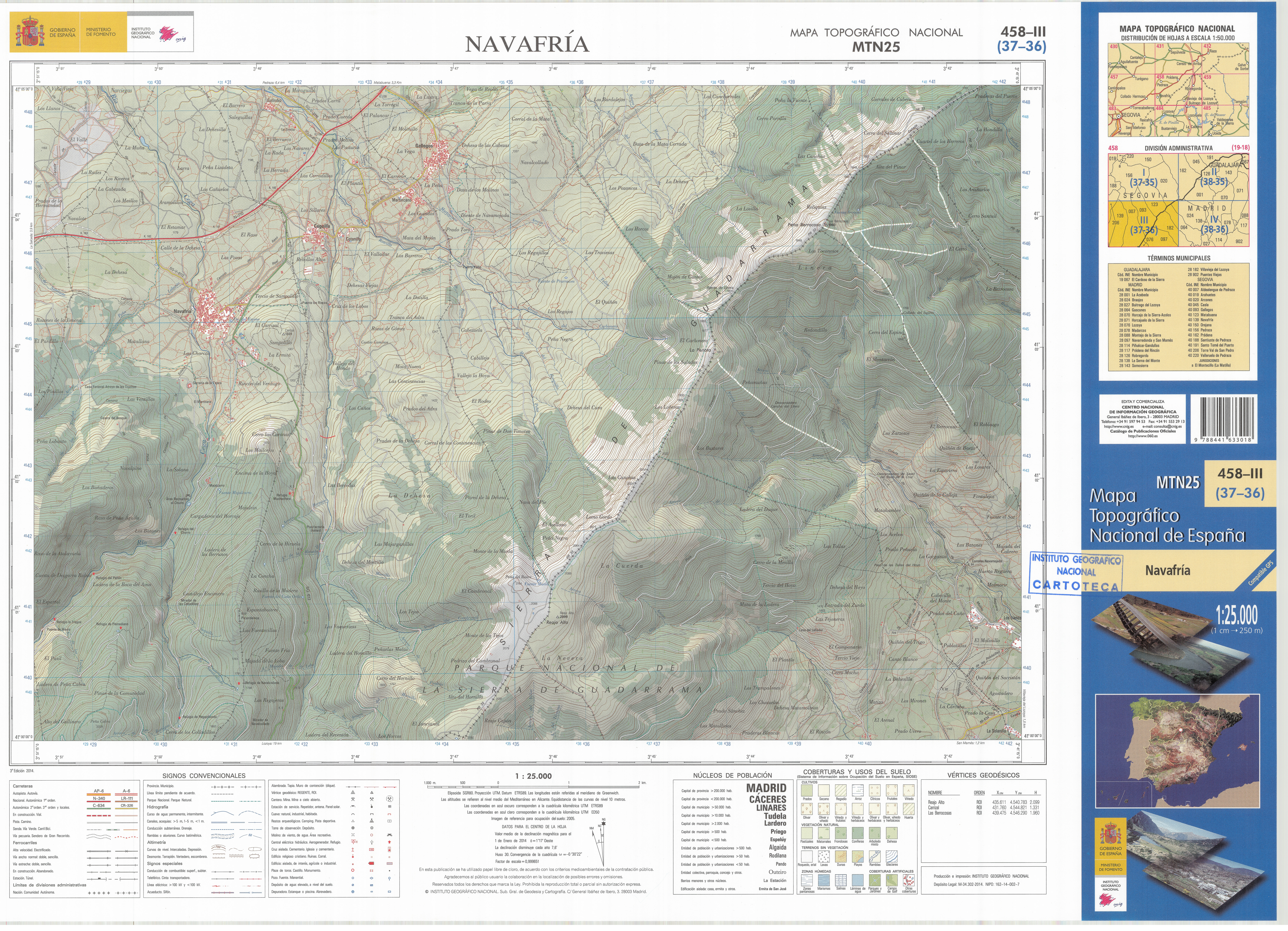
Fragmento de la hoja 458 del Mapa Topográfico Nacional de España de 2014 en el que se representa parte de Gallegos

| Noroeste: Aldealengua de Pedraza | Norte: Pedraza                         | Noreste: Matabuena                      |
| Oeste: Aldealengua de Pedraza    |                                        | Este: Matabuena                         |
| Suroeste: Aldealengua de Pedraza | Sur: Navarredonda y San Mamés (Madrid) | Sureste: Villavieja del Lozoya (Madrid) |

## Historia
Fundada o repoblada durante la Reconquista a expensas de la Comunidad de Villa y Tierra de Pedraza, a la que pertenece desde entonces. Posiblemente a finales del siglo XI y principios del XII por parte de gentes de las montañas de Galicia, de ahí su nombre.
En 1204 en el documento en que se reparten las rentas del vestuario de los canónigos catedralicios segovianos son citadas dos poblaciones llamadas Galegos, siendo una probablemente esta y la otra el hoy despoblado de Gallegos, al sur de la cuellarana Chatún, donde se mantiene el paraje homónimo.
Ya el 1 de junio de 1247 es citado un único Gallegos que sabemos con seguridad que se corresponde a este pueblo, en un documento que se corresponde a un documento eclesiástico escrito del Archivo Catedralicio de Segovia como consecuencia de las relaciones de préstamo efectuadas por la mesa episcopal y por la de los canónigos a los colonos que trabajan las tierras propiedad de la Iglesia, rentando  al canónigo Rudericus Didaci seis maravedís menos tres sueldos y tres dineros.

## Demografía
Cuenta con una población de 93 habitantes (INE 2024).
| Gráfica de evolución demográfica de Gallegos entre 1842 y 2021                                                        |
| |
| Población de derecho según los censos de población del INE. Población de hecho según los censos de población del INE. |

## Administración y política
| Periodo   | Nombre                                                                | Partido   |
| --------- | --------------------------------------------------------------------- | --------- |
| 1979-1983 | Juan José Pérez Moreno                                                | UCD       |

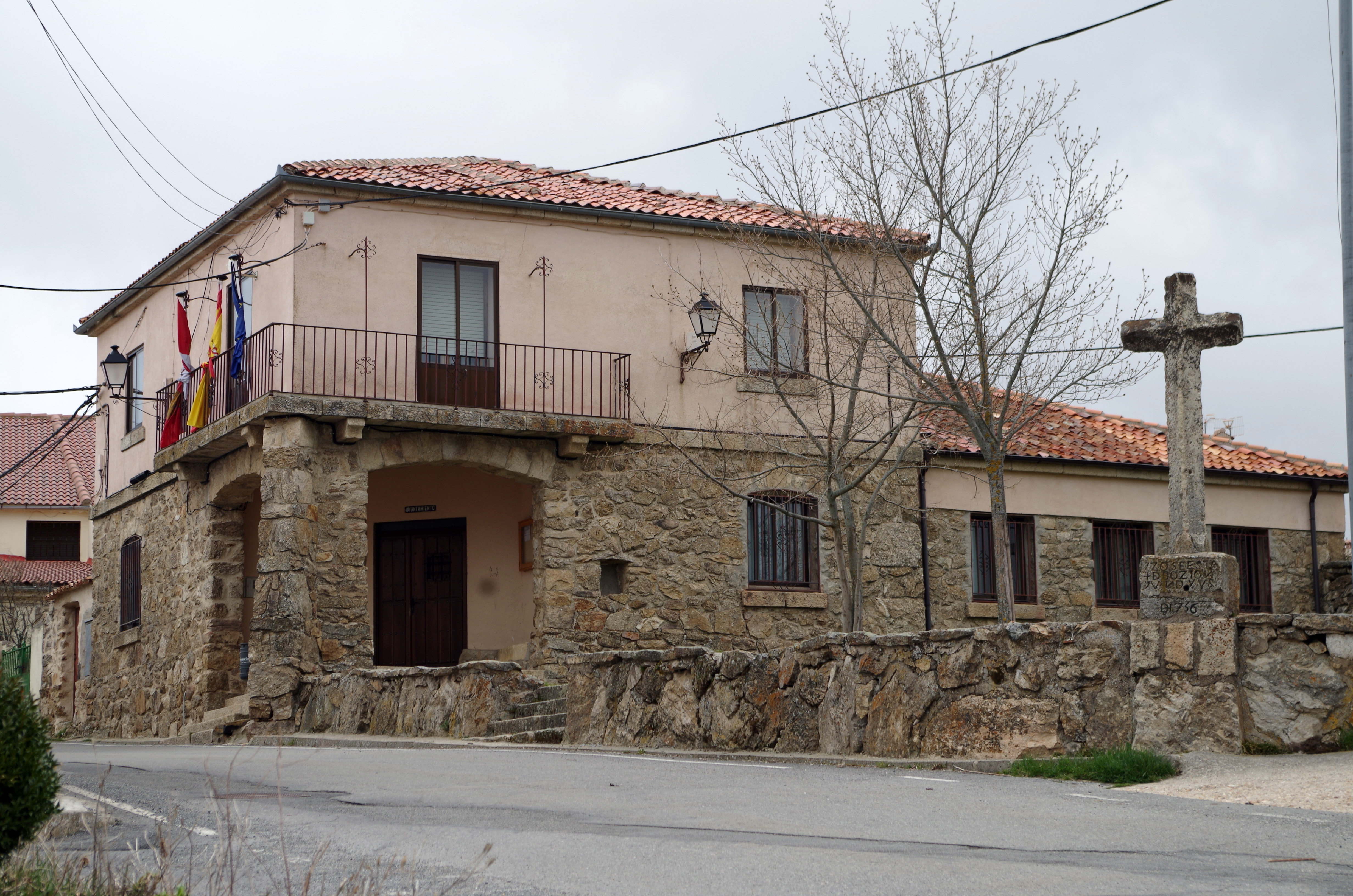
Casa consistorial, sede del Ayuntamiento

| 1983-1987 | Juan José Pérez Moreno (1983-1985)Juan Gómez Grande (1985-1987)       | AP-PDP-UL |
| 1987-1991 | Mariano Sancho Benito (1987-1989)Eugenio Grande Cristóbal (1989-1991) | PSOE      |
| 1991-1995 | Juan Antonio Barroso Grande                                           | PP        |
| 1995-1999 | Juan Antonio Barroso Grande                                           | PP        |
| 1999-2003 | Juan Antonio Barroso Grande                                           | PP        |
| 2003-2007 | Juan Antonio Barroso Grande                                           | PP        |
| 2007-2011 | Juan Francisco Lucas Yagüe                                            | PP        |
| 2011-2015 | Juan Francisco Lucas Yagüe                                            | PP        |
| 2015-2019 | Victoriano Sancho García                                              | PSOE      |
| 2019-2023 | Victoriano Sancho García                                              | PP        |
| 2023-act. | Victoriano Sancho García                                              | PP        |

## Cultura

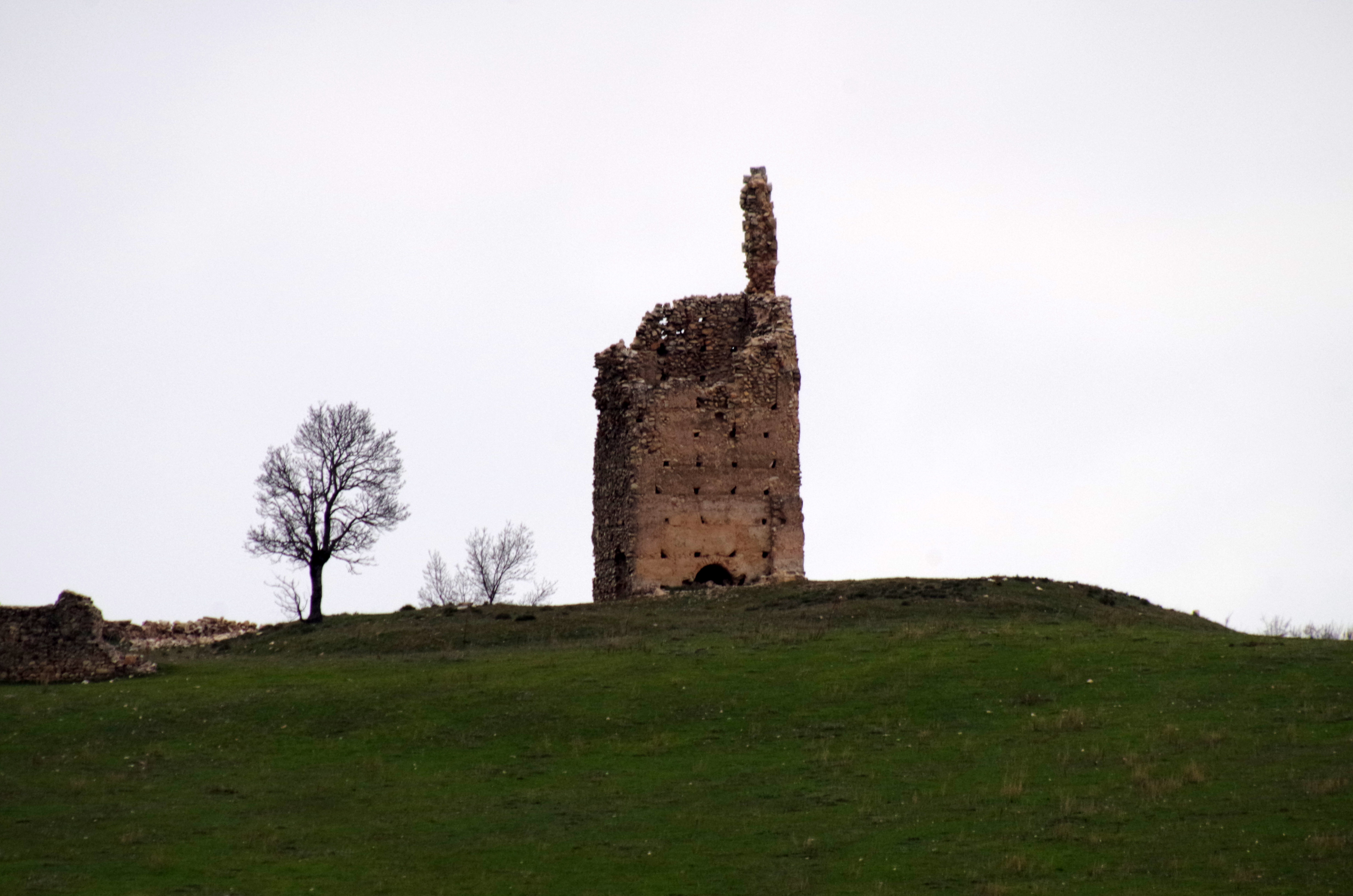
Vista frontal de El Torregil

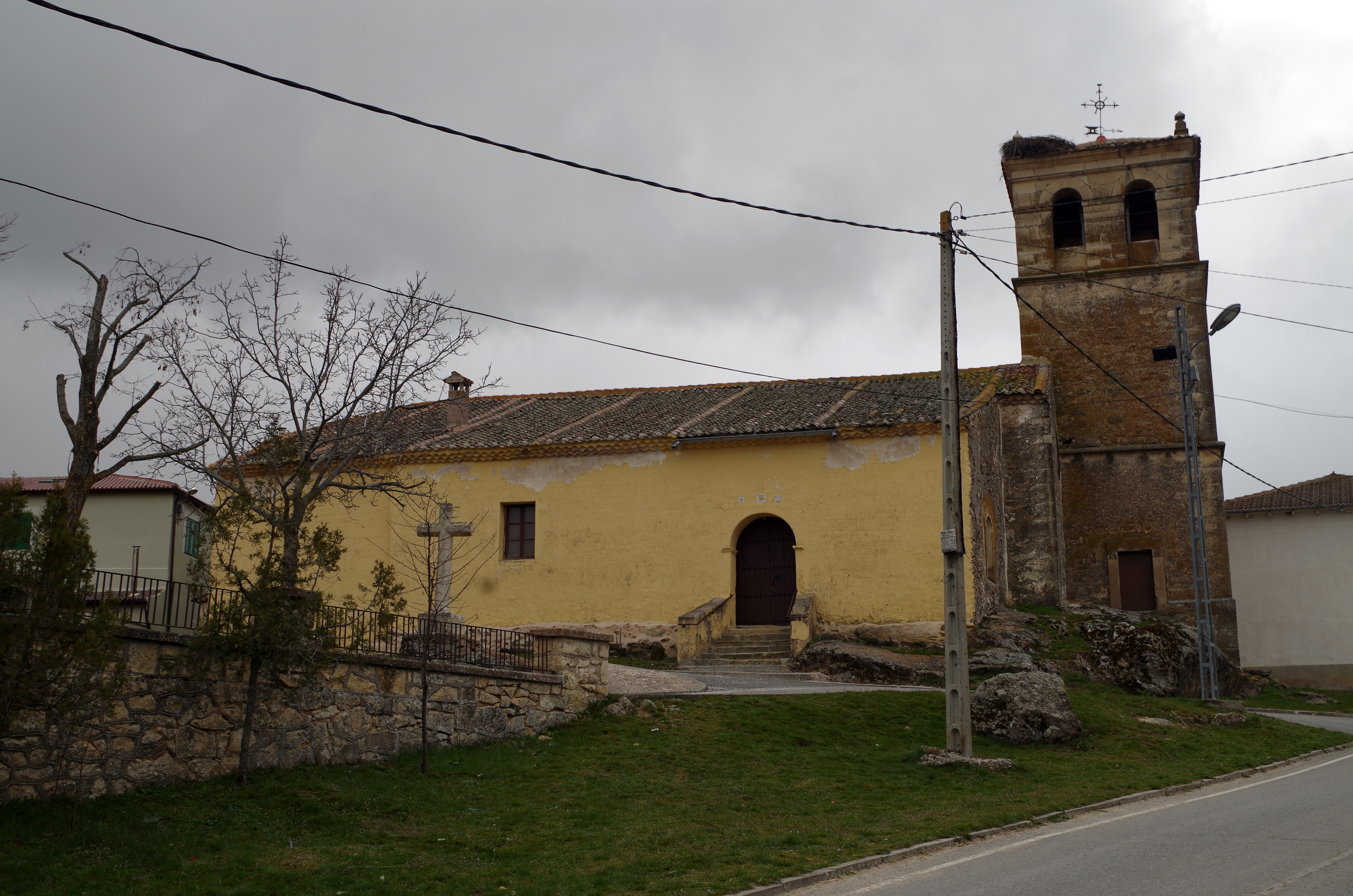
Iglesia parroquial de San Juan Bautista

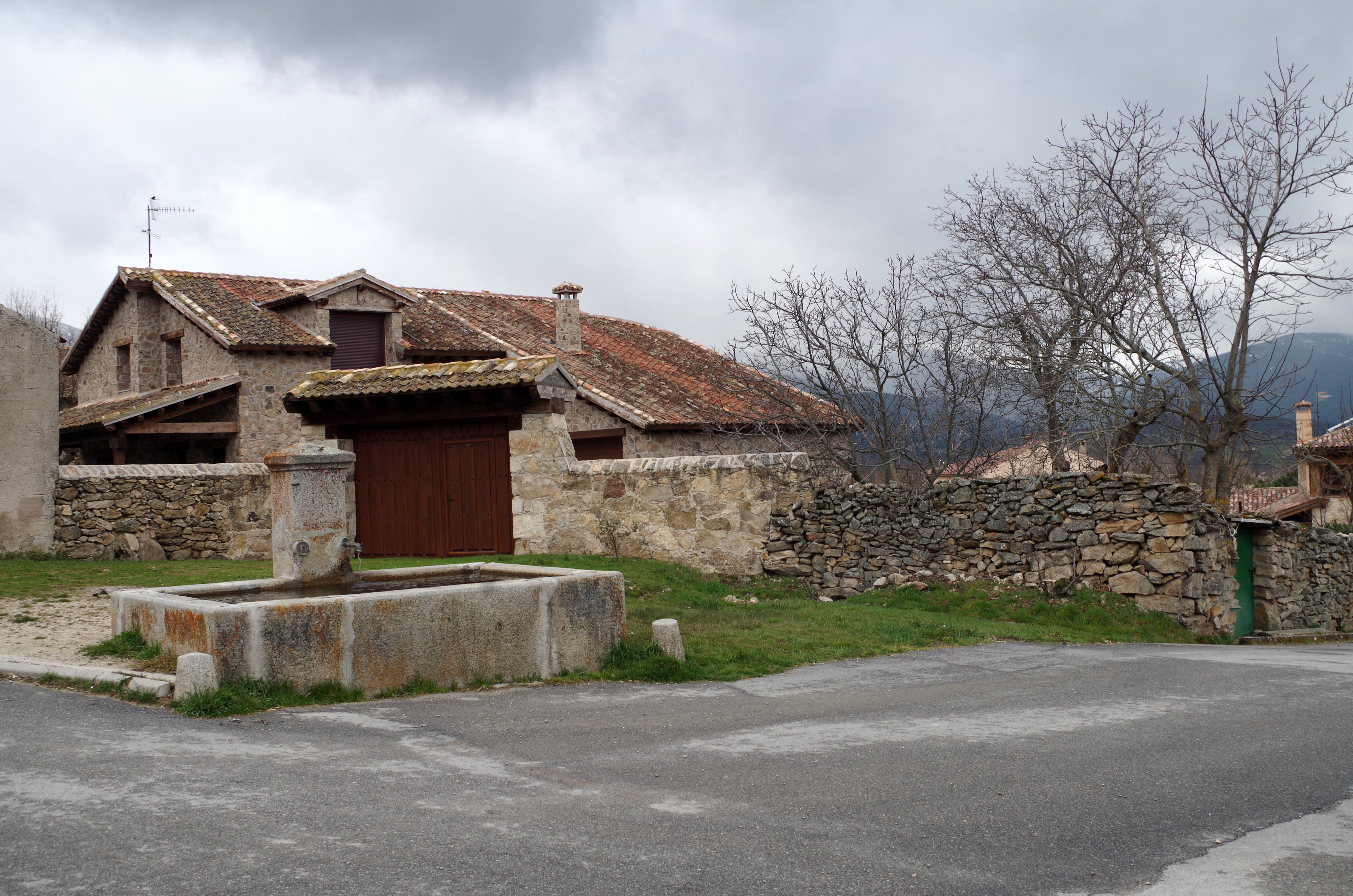
Antiguo pilón

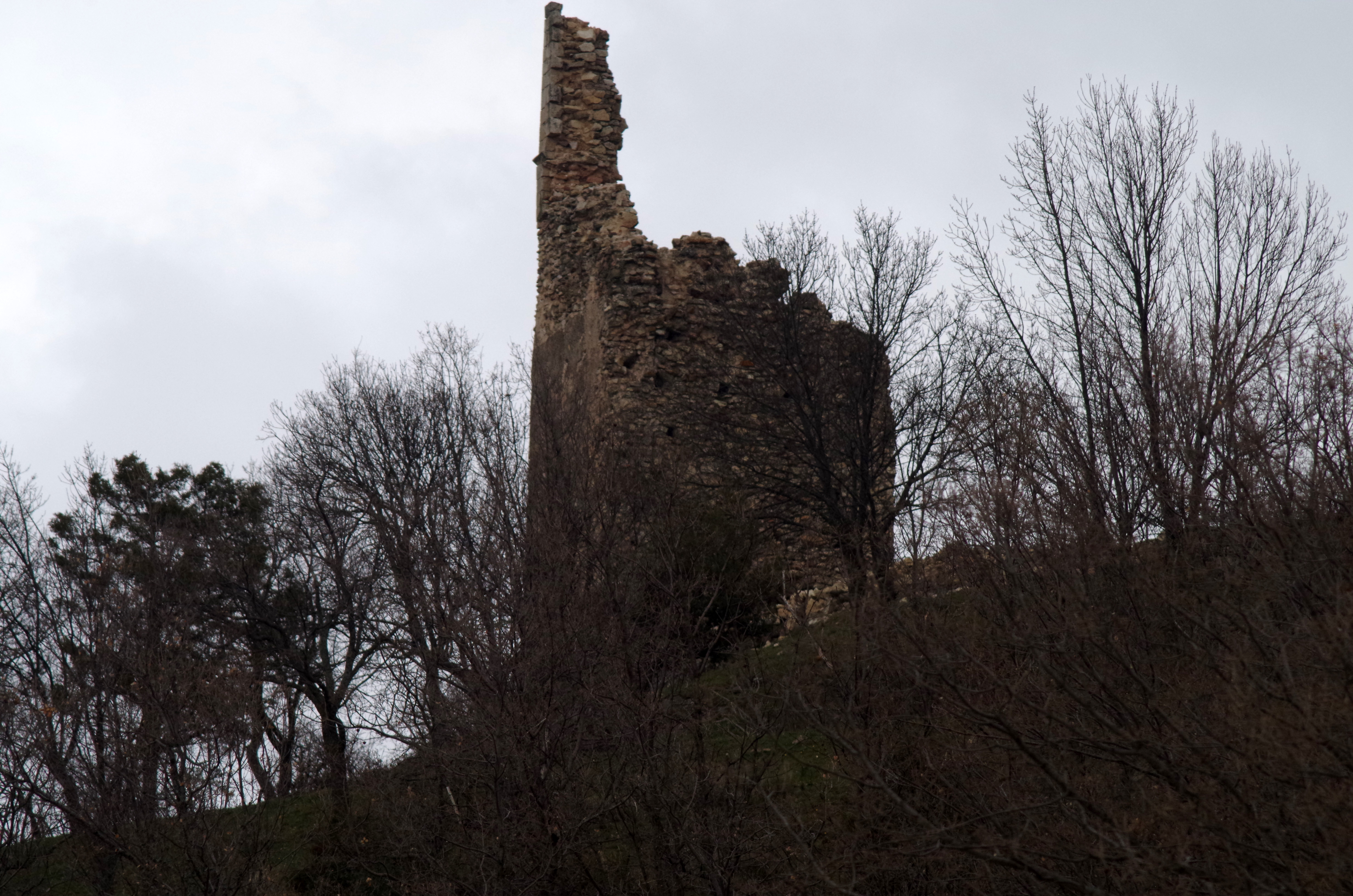
Vista lateral de El Torregil

### Patrimonio
- El Torregil, también llamado El Torrejil, son las ruinas románicas sitas en un cerro conocido como La Lastra junto a la N-110. Han sido atribuidas indistintamente a una atalaya defensiva de tiempos de la Reconquista o la iglesia del despoblado de San Juan del Otero sobre el que está situado, citado en 1247. Fue rehabilitado en 2018 tras dañarla una tormenta del año anterior, es considerado un icono del municipio y la comarca, y uno de los muros que sobresale es conocido como «el dedo de Dios» o «la mano de Dios». Su nombre puede significar «Torre de Gil», algún antiguo repoblador.
- Iglesia de San Juan Bautista, edificio barroco de una nave, construida en piedra de cantería. Destaca su torre-campanario con tres cuerpos sitos a los pies del templo. En su interior son relevantes las piezas de imaginería del santo titular, un san Roque, san Sebastián, El Niño de la Bola, san Antonio y la Virgen del Rosario.
- Antigua fuente y pilón.
- Roble de la Llaná, destacado árbol centenario.[3][5]
- Potro de herrar.
- Pinar de Don Timoteo, dentro del parque natural Sierra Norte de Guadarrama.[3]
- Arquitectura tradicional típica de casas construidas en piedra.
- Fuente del Cura, manantial sito en un parque.
- Cañada Real Soriana Occidental, conocida aquí como Cañada de la Vera de la Sierra, atravesando el municipio, calve en el desarrollo y posterior declive económico del pueblo.[6][7][8][9][10]

### Fiestas
- San Juan Bautista, el 24 de junio. En las que se realiza el baile típico del paloteo. La figura del santo, tallada en raíz de pino, recorre las calles enramadas a hombros.
- Nuestros Sagrados Corazones, el penúltimo fin de semana de agosto, normalmente el día 20.
- Virgen del Rosario, a finales de septiembre o principios de octubre.De gran devoción y tradición, destacan bailes de inspiración celta frente a la patrona y acompañado de música tradicional. Además, la patrona cruza bajo un arco floral tras un baile de jota como acto simbólico de bienvenida al templo. Existe el personaje pagano de “la Zorra”, una multicolor botarga maligna que persigue a los niños, provocando una mezcla de temor y diversión. La jornada culmina con su quema, cerrando esta celebración ancestral de origen galaico, preservada como un legado cultural exclusivo de la región.[2][1][3][5]